# Ana Cabaleiro
Ana Cabaleiro López (Saídres, Silleda, 1974) és una periodista i escriptora espanyola en gallec.

## Trajectòria
Llicenciada en Periodisme per la Universitat de Santiago de Compostel·la, va cursar el màster d'Estudis Teòrics i Comparats de Literatura i Cultura. Col·labora en Sermos Galiza i en el Boletín Galego de Literatura.
Al febrer de 2017 va publicar el seu primer llibre, Sapos e sereas, en l'editorial Galaxia, amb el qual vol cridar l'atenció sobre l'absurd dels estereotips de gènere a través de relats posats en femení i dirigits a una hipotètica lectora en els quals posa en qüestió com s'ha explicat la història de la dona.

## Obres
- Sapos e sereas, 2017. Editorial Galaxia[5]